# Sherp the Shuttle
Десантні катери SHERP the SHUTTLE — представлені брендом SHERP для перевезення двох всюдиходів Шерп по воді зі швидкістю до 60 км/год.
Корпус десантного катера та рубки виготовлено зі сплаву алюмінію 5083-H111. Катер оснащено двома двигунами Mercury F300 потужністю 300 к.с. кожний.

### Основні характеристики
- Довжина: 12,8 м
- Ширина: 3,66 м
- Ширина по рампі: 2,95 м
- Висота: 4,56 м
- Вага порожнього: 5900 кг
- Максимальне навантаження: 8000 кг
- Максимальна швидкість: 60 км/год
- Максимальна швидкість при навантаженні човна 4 тони: 35 км/год
- Максимальне корисне навантаження: 8,000 кг
- Паливний бак: 1100 л
- Переміщення на глибині: 1 м

Може додатково оснащуватися зброєю для вогневої підтримки десанту.

## Оператори
- Україна

## Участь у бойових діях

### Російсько-українська війна
2022 року катери надійшли на озброєння окремого дивізіону річкових катерів Річкової флотилії ВМС України, яка була створена на р. Дніпро для посилення оборони Києва. Як зазначає ВВС News, опитані агенцією експерти вказували, що річковий флот на Дніпрі буде не тільки захищати столицю, а й виконувати завдання уздовж всієї річки.
Українські військові встановили на катер два великокаліберні кулемети Browning M2 для застосування під час Російсько-української війни.